# Spitrasaurus
Spitrasaurus es un género extinto de plesiosauroides que vivieron en el Jurásico superior de lo que hoy es Svalbard, Noruega.
Sus restos fósiles aparecieron entre 2004 y 2010 en Spitsbergen, en la Formación Agardhfjellet, y se ha datado en el Volgiano medio. El espécimen holotipo de S. wensaasi (PMO 219.718) pertenece a un plesiosaurio juvenil conservado parcialmente, con al menos 60 vértebras cervicales articuladas, aunque sin cráneo. El espécimen holotipo de S. larseni (SVB 1450) pertenece a un plesiosaurio juvenil peor conservado que el anterior, pero con restos craneales.